# Zagajevi
Zagajevi (cyr. Загајеви) – wieś w Bośni i Hercegowinie, w Republice Serbskiej, w gminie Rogatica. W 2013 roku liczyła 6 mieszkańców.